# Малая Игиза
Малая Игиза — деревня в Усть-Ишимском районе Омской области. Входит в состав Ореховского сельского поселения.

## История
В 1926 года состояла из 26 хозяйств, основное население — русские. Центр Малоигизинского сельсовета Усть-Ишимского района Тарского округа Сибирского края.

## Население
| 1926 | 2010 |
| ---- | ---- |
| 133  | ↘23  |